# Franz Berghammer
Franz Berghammer (20 novembre 1913 – 7 luglio 1944) è stato un pallamanista austriaco.

## Palmarès

### Olimpiadi
- Argento a Berlino 1936 nella pallamano.